# Łaziska Dolne

Próba odtworzenia dawnego herbu Łazisk Dolnych z pieczęci gminnej

Łaziska Dolne (niem. Nieder Lazisk, sporadycznie Niederlazisk) – dzielnica Łazisk Górnych położona w północno-wschodniej części miasta, dawniej wieś gminna.

## Historia
Założone prawdopodobnie na przełomie XII i XIII w. W dokumencie sprzedaży dóbr pszczyńskich wystawionym przez Kazimierza II cieszyńskiego w języku czeskim we Frysztacie w dniu 21 lutego 1517 r. wieś została wymieniona jako Lazyska Dolny.
W 1779 r. rozpoczęła w Łaziskach Dolnych pracę kopalnia „Szczęście Henryka” (Heinrichsglück), zapoczątkowując wydobycie węgla kamiennego na terenie dzisiejszego miasta. Działała do 1845 r. W alfabetycznym spisie miejscowości na terenie prowincji śląskiej wydanym w 1830 r. we Wrocławiu przez Johanna Knie wieś występuje pod niemiecką nazwą Nieder Lazisk, pojawia się też informacja o istniejącym tu pałacu. W 1884 r. na terenie osady znajdowało się 47 domów mieszkalnych. W 1910 r. w gminie mieszkało 1227 osób, a w obszarze dworskim 6. Podczas plebiscytu w 1921 659 mieszkańców głosowało za Polską, natomiast 59 za Niemcami.
We wrześniu 1939 r. polskie oddziały stawiły w miejscowości silny opór armii niemieckiej. Według niektórych źródeł, po zajęciu wsi żołnierze Wehrmachtu wyciągali z domów wszystkich mężczyzn od 15 roku życia, rozstrzeliwując ich bez sądu na miejscu. Zabili ok. 50 osób i spalili 8 zabudowań gospodarczych. Według wspomnień samych mieszkańców opór polskiego wojska był dość krótki (z uwagi na przewagę liczebną armii niemieckiej), a liczba zabitych to 11 osób, głównie byłych powstańców śląskich (gdyby zabijano wszystkich mężczyzn powyżej 15 roku życia, to ofiar byłoby znacznie więcej w przypadku wsi liczącej ponad 1000 mieszkańców; według tych informacji kilkadziesiąt osób zostało rozstrzelanych w całej dzisiejszej gminie Łaziska Górne). Zbrodni miał dokonać Wehrmacht wraz z oddziałami Freikorpsu. 2 września aresztowano wójta Łaziska Dolnych, po którym ślad zaginął.
1 grudnia 1945 jednostka zniesiona, włączona do gminy Łaziska Średnie.
W październiku 1954 Łaziska Dolne weszły w skład gromady Łaziska Średnie, a 13 listopada 1954 stały się intergralną częścią Łazisk Średnich w związku z nadaniem im statusu osiedla. 1 stycznia 1973 wraz z Łaziskami Średnimi włączone do Łazisk Górnych.

## Zabytki
W dzielnicy znajduje się wieża wodna z 1924 r. (zaopatrywana w wodę ze studni głębinowych w Rusinowie - w dolinie Promny) oraz schron (potocznie nazywany bunkrem) wchodzący w skład Obszaru Warownego „Śląsk”. Jest również kapliczka przydrożna św. Jana, powstała prawdopodobnie w I poł. XIX w. oraz kamienny krzyż z XIX w. W jego pobliżu znajduje się zbiorowa mogiła 6 niemieckich żołnierzy (według innych źródeł 9 lub 10), poległych w walce z Rosjanami w 1945 r., ale nie na terenie Łazisk Dolnych, Górnych, ani Średnich. W okresie PRL oficjalnie nie istniała.
Przez Łaziska Dolne biegnie ścieżka przyrodnicza. Na tzw. „Wierzysku” prowadzi ona przez tereny leśne (buczyna) oraz łąki.